# Phymatosorus scandens
Phymatosorus scandens är en stensöteväxtart som först beskrevs av Georg Forster, och fick sitt nu gällande namn av Pichi-serm. Phymatosorus scandens ingår i släktet Phymatosorus och familjen Polypodiaceae. Inga underarter finns listade.